# Sinoxylon birmanum
Sinoxylon birmanum är en skalbaggsart som beskrevs av Pierre Lesne 1906. Sinoxylon birmanum ingår i släktet Sinoxylon och familjen kapuschongbaggar. Inga underarter finns listade i Catalogue of Life.